# 聶世民
聶世民（1929年10月—1958年10月23日），中國共產黨員，安徽省壽縣人，1957年5月6日受中共特訓後派遣由香港入台，以反共義士名義投奔自由，實則進行暗殺、滲透、破壞、分化，1957年7月被保密局以逃離匪區經過啟人疑竇傳喚審訊後偵破，1958年8月20日判處死刑，1958年10月23日槍決於台北新店安坑刑場。

## 生平
聶世民，1929年生，安徽省壽縣張李鄉韓店村人，出身農民家庭，由於韓店村位在壽縣、霍邱、潁上三縣交界，日軍、國軍、汪軍都在此處活動，屬於三不管地帶，1941年，中共發展的董完白遊擊隊經常在此活動，12歲的聶世民聰明機智，擔任游擊隊交通員。
1946年七月，曾在壽縣余家圩引誘國民黨一個團進入中共游擊隊伏擊圈殲滅。1947年聶世民加入董完白游擊隊，與游擊隊員王永珍假稱姐弟，在霍邱縣附近刺探敵情。王永珍假意接近色誘國民黨駐霍邱縣黃營長，聶世民趁機混入營區將黃營長擊斃，並與游擊隊裡應外合制服並接收該營。1947年7月，皖北遊擊隊編入中國人民解放軍第三野戰軍。1948年11月，聶世民任第三野戰軍第四縱隊偵察員，參加淮海戰役，因戰功卓著被提升為小隊長。
中國人民解放軍華東軍區成立後，聶世民為華東軍區司令部直屬通訊排排長。1949年4月聶世民偽裝成漁民，刺探偵查江陰沿岸，強行擄走國軍巡邏艇，殺害全艇人員。1949年9月21日聶世民在上海加入中國共產黨，華東解放後，聶世民配合土改工作，1950年，聶世民擔任壽縣瓦埠區幹事，兼大順鄉鄉長，負責督導長崗、上奠、小甸、興隆四鄉行政工作。1951年擔任壽縣瓦埠區政委，兼任中共瓦埠區支部書記和大順等5鄉指導員，1953年6月組織安排聶世民到六安工農幹校學習，由於表現良好被推為學生代表，前往北京參加1953年國慶典禮，受到共產黨和國家領導人接見。1955年11月培訓結束，聶世民擔任安徽六安專署治淮指揮部指導員，兼河東水閘黨支部書記，帶領300多名民工積極參加治理淮河。
1956年8月聶世民被組織安排到北京參加潛台前三個月的培訓，稱親見高饒事件、匈牙利事件、發表不當言論、被共產黨停職、禁閉、審訊、開除軍籍，心生憤怒和不滿，伺機逃往香港。受訓完畢聶世民在中南海獲時任中共中央總書記鄧小平的接見，並勉其「此行任務非常艱巨繁重，要做好思想準備，祝你勝利歸來。」。為了順利潛入臺灣，中共組織為聶世民一行準備假口供，如何利用深圳進入香港。1957年3月19日深夜，聶世民帶領地下黨員47人由深圳邊防檢查站檢查員引導，從寶安縣福田鄉赤尾村游泳偷渡到香港，1957年4月，聶世民在香港維多利亞公園兩次與中共地下黨駐香港人員鄒予香會面，商議到臺灣後的聯絡方法，1957年5月6日，聶世民等以「反共義士」身份，由臺灣大陸災胞救濟總會安排，乘坐客輪從香港抵達臺灣。
聶世民以共軍幹部來降受到中華民國政府重視，以「號召共軍起義來歸」在中央日報上大肆報導，1957年5月中，中華民國政府刻意聶世民安排訪問金門，過程中聶世民趁機描繪金門地圖及軍事設施位置。1957年7月1日在基隆海濱唱紅色歌曲，被國家安全局所偵悉指示警備總部詳加偵查。經過疲勞轟炸審訊後，聶世民坦承是中共派來進行秘密情報工作，包含暗殺、滲透、破壞、分化，甚至趁機刺殺美國訪台要員製造矛盾。1958年8月20日，47年度覆高昭字第68號判處聶世民死刑，1958年10月23日槍決於台北新店安坑刑場 。
中華民國政府特意於1958年3月6日宣傳聶世民假意投誠經保安司令部偵破，並稱「對於自己接受匪命來台，甚表後悔，對匪黨將其作為犧牲品，尤為痛恨。」，在處刑情形稱其「遣返」中國大陸。
由於中共認定聶世民通敵叛國，家人成黑五類遭受種種迫害。文革時期，紅衛兵深夜到家翻箱倒櫃，搜查證據，加扣反革命家屬之帽。其父聶盛德遭批鬥受盡折磨而死；其母張家蘭哭瞎雙眼精神失常去世，其妻劉本英遠走他鄉，下落不明，其女聶英兒缺乏營養，不幸夭折；其弟聶世榮民兵隊長被開除，在生產隊裡被批鬥；其侄聶傳龍、聶傳鳳因歷史不清，當兵當不了，入黨入不了，無人敢提親。整個家族蒙受極大責難。
2019年一位壽縣民眾聶士樂去西山國家森林公園的無名英雄廣場參觀無名英雄紀念碑。記得兒時村里一位精神失常老太太經常喊著要找兒子聶世民，說他去台灣執行任務去了。聶士樂在紀念碑上找到了聶世民的名字並向壽縣老家的地方有關部門尋求協助。透過熱心人士取得當年的判決書聯繫中國人民解放軍總政治部，證明聶世民光榮犧牲。2021年5月6日安徽省退役軍人事務廳，發給遺族聶世民中華人民共和國烈士證書。

## 紀念
2013年10月 北京西山國家森林公園的無名英雄廣場上立有無名英雄紀念碑，為紀念來台灣在1950年代被處決「隱避戰線烈士」而設立，聶世民銘刻於紀念碑上。